# Њуел (Пенсилванија)
Њуел (енгл. Newell) град је у америчкој савезној држави Пенсилванија.

## Демографија
По попису из 2010. године број становника је 541, што је 10 (-1,8%) становника мање него 2000. године.
| Група             | 2000.       | 2010.       |
| Белци             | 547 (99,3%) | 526 (97,2%) |
| Афроамериканци    | 1 (0,2%)    | 2 (0,4%)    |
| Азијати           | 0 (0,0%)    | 0 (0,0%)    |
| Хиспаноамериканци | 3 (0,5%)    | 7 (1,3%)    |
| Укупно            | 551         | 541         |